# Her Body in Bond
Her Body in Bond is een Amerikaanse dramafilm uit 1918 onder regie van Robert Z. Leonard. Destijds werd de film in Nederland uitgebracht onder de titel Een artistenhart.

## Verhaal
Joe en Peggy Blondin hebben samen een cabaretnummer. Als Joe ziek wordt, gaat hij weg uit New York om te genezen. Intussen zorgt Peggy ervoor dat er brood op de plank komt. In de brieven naar zijn vrouw vraagt Joe altijd om meer geld. In feite komen die brieven van een miljonair, die zijn zinnen heeft gezet op Peggy.

## Rolverdeling
| Acteur           | Personage       |
| ---------------- | --------------- |
| Mae Murray       | Peggy Blondin   |
| Kenneth Harlan   | Joe Blondin     |
| Alan Roscoe      | Harlan Quinn    |
| Joseph W. Girard | Benjamin Sleeth |
| Paul Weigel      | Emmett Gibson   |
| Maie B. Havey    | Betty Coates    |